# 林智堅市府
林智堅市府，是指第九屆（2014年12月25日－2018年12月25日）、第十屆（2018年12月25日－2022年7月8日）新竹市市長林智堅所組成的新竹市政府內閣行政團隊。

## 成員
- 市長：林智堅（2022年7月8日辭職）[1] → 陳章賢（代理）
- 副市長：沈慧虹（2022年7月3日辭職）[2] → 李世珍
- 秘書長：陳章賢 → 江盛任
- 民政處長：張力可
- 產業發展處長：吳甲天
- 工務處長：吳堂安
- 都市發展處長：
- 地政處長：
- 城市行銷處長：顏章聖
- 財政處長：李世珍
- 教育處長：黃錦能
- 交通處長：倪茂榮
- 社會處長：李季縈
- 勞工處長：黃錦源
- 行政處長：白舒樺
- 人事處長：童金水
- 主計處長：蘇文樹
- 政風處長：廖錦旌
- 警察局長：鄧學鑫
- 消防局長：李世恭
- 衛生局長：吳昭軍
- 環保局長：江盛任
- 文化局長：黃竫蕙
- 稅務局長：范春鑾

## 政策
林智堅的政見四大主軸是「LAG、@、加速、#」。
林智堅表示將普設公私合營幼兒園，降低年輕爸媽的育兒經濟負擔；推廣課後照顧，全面延伸現有國小、幼兒園課後照顧時間，因應符合爸媽職業作息；普設集哺乳室、親子廁所、婦幼館等友善空間；強化婦幼醫療，增設婦幼專屬醫療院所，讓父母不再苦等夜間急診室。
林智堅提出「交通政策四大主張」：
1. 增加道路養護經費
2. 嚴格執行管線施工回填以及路面鋪設工程之檢驗
3. 統合並嚴控公用事業管線施工
4. 道路挖補統一彙整安排[5]。

林智堅表示其「安老政策」為：
1. 續發安老津貼，絕不跳票。
2. 發放重陽敬老禮金從1,000元調整至2,000元。
3. 推動老人長照社區化，安養機構社區化，促進在宅服務。
4. 加速營造平暢行走的空間。
5. 普及老人休憩與育樂活動[6]。

林智堅認為新竹1916園區將是新竹市未來發展的新起點，透過整合新竹公園一帶紊亂的空間與設施，興建一個同時具有休憩、教育、文創、環境保護等多功能的市民空間，並且向外延伸，達成縫合區域差距的目的。

### 任內推動政策
•重新整修新竹市立動物園
•任內翻新23座公園
•興建竹竹苗唯一的新竹兒童醫院
•延宕長達30年的公道三新闢道路
•整建新竹棒球場
•竹科X、新竹南寮漁港改造等。

## 任内事件

### 抽驗油品下架風波
2015年1月20日，新竹市府公布主動送驗七款市售植物酥炸油結果，表示業者的反式脂肪標示不實，甚至驗出重金屬鉻，擔心造成人體肝腎傷害與致癌風險，呼籲業者下架。但衛福部說，抽驗的總鉻最大值0.04ppm，遠低於美國環保署建議量標準0.18ppm，評估油品無健康風險。而被點名的油品大廠透過植物油公會發出聲明稿，強調新竹市府的指控「忽略事實也未經查證」，並批評反式脂肪的標示新規定，國內7月1日才上路，現在要求標示根本是烏龍一場
但新竹市政府認為這並非烏龍爆料，認為是採取高標準保護消費者。竹市衛生局長何秉聖說，這7款油品還驗出重金屬鉻，分別為0.03ppm至0.04ppm，超過自然背景值0.003ppm許多。清大分子醫學研究所教授李寬容指出，鉻在環境中會出現，但量非常低，且鉻是水溶性，不應該出現在油品中，且含量如此高，恐怕是廠商製造填裝過程被污染。

### 市府約聘人員裁員事件
2015年2月26日，新竹市政府啟動約聘雇人事汰弱留強機制，不少市府約聘人員即刻收到「汰弱留強」的解雇公文，市府表示這次解雇只占市府及所屬機關約聘人員264人中的65人，只佔2成5，並宣稱此舉是裁撤冗員。但被解雇人員出來抗議，表示解雇公文只有「汰弱」等短短數行字，沒有詳載解雇原因，質疑市府解雇標準不一，解雇手法太粗暴，目前被解雇人員組成「約聘僱人員及臨時人員自救會」，聘請人權律師邱顯智擔任法律顧問，準備向內政部訴訟委員會提出訴願。
其後市府也發表聲明，說明其非屬違法，而是聘僱用期限屆滿未續聘僱者，自然解聘僱，且媒體報導契約到期未獲續約陳姓二員近5年平時及年終考核均有列乙等情事，也非如媒體所報導年年皆甲，另決定續聘僱與否，各員學歷並非考量的關鍵因素。 更有市府員工認為本次汰弱留強機制雖遭人批評，但也有員工支持表示，早該啟動活化機制了，過去新竹市府留了太多冗員，上班不正常，更有人仗勢有背景、關係，老是搬出「我要去找市長」等言論，若由前市府執政，「有關係就是沒關係」的陋習仍會存在，因此他們肯定新政。

### 古蹟被拆事件
2015年4月6日，新竹市建新路「日本海軍第六燃料廠煉油廠遺存建築群」一號建物，在日本戰敗撤出後，由聯合勤務總司令部留守業務署安置失聯國軍眷屬，俗稱「寡婦樓」。已由新竹市政府決議採意象或局部保存，竟遭人蓄意破壞，夷為平地。林智堅震怒，要求警方緝兇究責，在責任未釐清前，凍結國防部所提的都更審議程序，並與文化界人士討論後續處置方式。事件後一年多來，都更持續凍結，但後續處理方式，在地居民未有共識。